# Svazek Domažlicko
Svazek Domažlicko je svazek je právnickou osobou podle ustanovení § 49 a násl.zák.č. 128/2001 Sb. o obcích v okresu Domažlice, jeho sídlem je Babylon a jeho cílem je hospodářský rozvoj a trh práce, infrastruktura, především doprava, rekreace a turistický ruch, ochrana přírody a životního prostředí, kultura, mládež a sport, sociální problémy, ochrana před požáry a jinými katastrofami. Sdružuje celkem 53 obcí a byl založen v roce 1992.

## Obce sdružené v mikroregionu
- Babylon
- Blížejov
- Bělá nad Radbuzou
- Čermná
- Černovice
- Česká Kubice
- Domažlice
- Draženov
- Hlohovčice
- Holýšov
- Horšovský Týn
- Hostouň
- Hradiště
- Chodov
- Chrastavice
- Kanice
- Klenčí pod Čerchovem
- Koloveč
- Křenovy
- Luženičky
- Meclov
- Mezholezy
- Milavče
- Mířkov
- Močerady
- Mutěnín
- Nemanice
- Neuměř
- Nevolice
- Nový Kramolín
- Osvračín
- Otov
- Pařezov
- Pasečnice
- Pec
- Pelechy
- Poběžovice
- Poděvousy
- Postřekov
- Puclice
- Rybník
- Semněvice
- Srbice
- Srby
- Staňkov
- Stráž
- Tlumačov
- Trhanov
- Újezd
- Velký Malahov
- Vlkanov
- Zahořany
- Ždánov